# Francisco Rodríguez Vílchez
Francisco Javier Rodríguez Vílchez (Almería, 17 de junio de 1978), conocido simplemente como Francisco, es un exfutbolista y entrenador español. Actualmente dirige al Santos Laguna de la Primera División de México.

## Trayectoria

### Como futbolista
Debuta como profesional en Tercera División en la temporada 1995/96 en el Plus Ultra C. F. de Almería, todavía en edad juvenil. Sus buenas actuaciones propician su fichaje por el primer equipo juvenil del RCD Español de Barcelona para la temporada 1996/97.
Tras esta etapa, juega dos temporadas en el Club Polideportivo Almería, donde llamó la atención de los técnicos del Valencia CF y fue incorporado al filial de éste en 1999. Posteriormente, disputó la temporada 2000/01 en el Polideportivo Ejido, en calidad de cedido.
En el mercado de invierno de la temporada 2001/02 se incorpora a la Unión Deportiva Almería, con la que logra el ascenso a Segunda División. Permaneció en el equipo hasta la temporada 2003/04 cuando, al finalizar su contrato, marcha libre al Albacete, que entonces militaba en Primera División. Pese a que su marcha no supuso beneficio económico para el club, no es criticado por la afición de su tierra, al comprender ésta que el jugar en Primera era una oportunidad irrechazable por Francisco, que se encontraba en un gran momento de forma. En su periplo en Primera División apenas juega y tan sólo marca tres goles: uno fue el gol del Albacete en su derrota en el Estadio Santiago Bernabéu ante el Real Madrid, y otro en el Estadio Vicente Calderón ante el Atlético de Madrid, que destacó por su bella factura y fue considerado entre algunos medios especializados (como Estudio Estadio, en Televisión Española) uno de los mejores goles de la temporada 2004-05.
En el mercado de invierno de la temporada 2005/06 fue traspasado nuevamente a la U. D. Almería. Con motivo del ascenso del Almería a Primera el 19 de mayo de 2007, recibió, junto al presidente, Alfonso García; el entrenador, Unai Emery; y el primer capitán, José Ortiz; el Escudo de Oro de la Ciudad de Almería concedido por el Ayuntamiento de dicha ciudad.
En agosto de 2007, es cedido por periodo de un año al Granada 74. En 2008 vuelve al Almería después de su cesión, pero rescindió su contrato y fichó por el Alicante CF.
En enero de 2010, tras estar seis meses sin equipo y entrenando con el filial del Almería, fichó por el Orihuela de Segunda División B para retirarse a final de dicha campaña.

### Como entrenador
U. D. Almería "B"
En 2011, Francisco comenzó a entrenar el Almería B. En la temporada 2012-13 estuvo a punto de clasificar al filial almeriense para la promoción de ascenso a Segunda División.
U. D. Almería
El 29 de junio de 2013, se convirtió en el técnico del primer equipo para la temporada 2013-14. Pese a ser el entrenador más joven de la categoría y no ganar ninguno de los 10 primeros partidos, los dirigentes del club confiaron en él y finalmente logró dirigir a su equipo hacia la permanencia, finalizando como 17.º clasificado con 40 puntos. Eso le sirvió para seguir un año más en el banquillo almeriense. Sin embargo, la temporada 2014-15 tampoco comenzó bien, y Francisco fue destituido el 9 de diciembre de 2014, tras una contundente derrota ante el Éibar (5-2) y una mala racha de 8 jornadas sin ganar que dejaba al elenco almeriense 17.º, con 10 puntos tras 14 jornadas.
UCAM Murcia
En diciembre de 2016, firmó como entrenador del UCAM Murcia Club de Fútbol, que por aquel entonces se encontraba en zona de descenso, sumando 18 puntos tras 18 partidos. Inicialmente consiguió sacar al equipo murciano de las últimas posiciones, pero una mala racha de resultados en las últimas jornadas terminó por condenarlo al descenso de categoría.
CD Lugo
El 22 de junio de 2017, fue nombrado entrenador del CD Lugo. Llevó al equipo gallego al 12.º puesto en la Liga, con 55 puntos, y el club optó por rescindir su contrato.
Córdoba CF
El 28 de junio de 2018, se incorporó al Córdoba CF. Sin embargo, tras solamente 35 días y antes del inicio de la temporada, llegó a un acuerdo con el club para rescindir su contrato.
SD Huesca
El 10 de octubre de 2018, fue anunciado como nuevo entrenador de la SD Huesca, colista de la Liga. El 13 de mayo de 2019, tras no haber podido lograr la permanencia en Primera División, confirmó que no iba a continuar en el banquillo oscense.
Girona FC
El 30 de junio de 2020, fue contratado por el Girona FC para el tramo final de la temporada. Llevó al elenco catalán hasta la final de la promoción de ascenso a Primera División, pero perdió contra el Elche CF. En su segunda temporada, volvió a guiar al equipo a la final de la promoción de ascenso a Primera División, pero esta vez cayó ante el Rayo Vallecano. Al finalizar la temporada, el club decidió prescindir de sus servicios.
Elche CF
El 28 de noviembre de 2021, se convirtió en el nuevo entrenador del Elche CF, sustituyendo a Fran Escribá. Bajo su dirección, el conjunto ilicitano alcanzó la permanencia, por lo que el club llegó a un acuerdo con el técnico para ampliar su contrato. El 4 de octubre de 2022, fue cesado en sus funciones tras una derrota contra el Rayo Vallecano, dejando al equipo ilicitano colista con un solo punto en 7 jornadas de Liga.
Rayo Vallecano
El 28 de junio de 2023, firmó por el Rayo Vallecano de Madrid de la Primera División de España. El 13 de febrero de 2024, fue destituido a causa de los malos resultados (una sola victoria en los 14 últimos partidos), si bien el equipo franjirrojo no ocupaba puestos de descenso.
Santos Laguna
El 10 de mayo de 2025, fue anunciado como técnico del Santos Laguna.

## Clubes

### Como jugador
| Club              | País   | Año       |
| ----------------- | ------ | --------- |
| CP Almería        | España | 1997-1999 |
| Valencia "B"      | España | 1999-2000 |
| Poli Ejido        | España | 2000-2001 |
| Valencia "B"      | España | 2001-2002 |
| UD Almería        | España | 2002-2004 |
| Albacete Balompié | España | 2004-2005 |
| UD Almería        | España | 2005-2007 |
| Granada 74        | España | 2007-2008 |
| Alicante CF       | España | 2008-2010 |
| Orihuela CF       | España | 2010      |

### Como entrenador
| Club           | País   | Año           | PJ  | PG  | PE | PP  | % ptos. |
| -------------- | ------ | ------------- | --- | --- | -- | --- | ------- |
| Almería "B"    | España | 2011-2013     | 80  | 31  | 22 | 27  | 47.92%  |
| UD Almería     | España | 2013-2014     | 57  | 15  | 13 | 29  | 33.92%  |
| UCAM Murcia    | España | 2016-2017     | 25  | 7   | 9  | 9   | 40%     |
| CD Lugo        | España | 2017-2018     | 44  | 15  | 11 | 18  | 42.42%  |
| SD Huesca      | España | 2018-2019     | 32  | 6   | 10 | 16  | 29.17%  |
| Girona FC      | España | 2020-2021     | 60  | 30  | 15 | 15  | 58.33%  |
| Elche CF       | España | 2021-2022     | 34  | 12  | 4  | 18  | 39.21%  |
| Rayo Vallecano | España | 2023-2024     | 28  | 8   | 9  | 11  | 39.28%  |
| Santos Laguna  | México | 2025-presente | 8   | 2   | 0  | 6   | 25%     |
| Total          | Total  | Total         | 368 | 126 | 93 | 149 | 42.66%  |